# Harm Haken
Harm Haken (Finsterwolde, 25 februari 1919 - Sande (Duitsland), 15 april 1972) was een Nederlands politicus van de Communistische Partij van Nederland (CPN). Van 1947 tot 1951 en van 1953 tot 1962 was hij wethouder van de Oost-Groningse gemeente Finsterwolde en van 1958 tot 1963 was hij lid van de Eerste Kamer.
Haken was de jongere broer van Jan Haken (1912-1956). Hij was al voor de Tweede Wereldoorlog lid van de CPN, werd in 1946 raadslid voor de CPN in Finsterwolde en werd in 1947 wethouder van die gemeente. In 1950 werd hij tevens lid van Provinciale Staten voor de CPN. Hij stond vooral bekend om zijn gepeperde uitspraken, bijvoorbeeld hoe hij publiekelijk zei dat Finsterwolde een communistisch leger bij een eventuele inval met open armen zou ontvangen.
Van 1951 tot 1953 was Haken met de andere wethouders en de voltallige gemeenteraad uit zijn functie ontzet toen de rijksoverheid Finsterwolde onbestuurbaar achtte en een 'regeringscommissaris' aanstelde (de toenmalige burgemeester Harm Tuin, PvdA) die de gemeente buiten de wethouders en de raad om bestuurde. Haken en de CPN zagen in deze maatregel de hand van Washington. In 1953, bij nieuwe verkiezingen, werd Haken opnieuw in de raad gekozen en hij werd opnieuw wethouder.
Voor de Eerste Kamerverkiezingen in oktober 1956 was hij kandidaat, maar hij werd niet verkozen. In 1958 kwam Haken alsnog in de Eerste Kamer, als vervanger voor partijgenoot Cor Geugjes. Bij de verkiezingen van 1960 kwam hij opnieuw in de Kamer.
In maart 1963 werd Haken, die op dat moment nog Eerste Kamerlid was, opgepakt op verdenking van valsheid in geschrifte. Ook enkele andere Finsterwoldse CPN-prominenten werden aangehouden. Het zou gaan om frauduleuze handelingen rond de afwikkeling van de schade die was ontstaan bij het uitbranden van Het Centrum, het communistische volksgebouw annex dorpshuis in Finsterwolde. Haken bracht vijf weken door in voorlopige hechtenis. Het communistische dagblad De Waarheid sprak van een 'doorzichtige anticommunistische rel' zo vlak voor de Tweede Kamerverkiezingen van 1963. De rechtbank in Groningen veroordeelde hem tot 4 maanden gevangenisstraf; het Leeuwarder gerechtshof bracht dat in hoger beroep terug tot acht weken, waarvan de helft voorwaardelijk.
Haken vestigde zich rond die tijd met zijn verloofde in Duitsland, waar hij een aannemingsbedrijf voerde. Hij keerde in 1963 niet terug in de Eerste Kamer. In 1964 trad hij geheel terug uit de Nederlandse politiek, toen hij als gemeenteraadslid van Finsterwolde bedankte.